# Erro (concejo)
Erro (en basque et en espagnol) est un village situé dans la commune de Erro dans la Communauté forale de Navarre, en Espagne. Il est doté du statut de concejo. Erro est à la fois le nom de ce village et le nom de la commune, mais le chef-lieu de la commune est situé à Lintzoain.
Erro est situé dans la zone linguistique bascophone de Navarre.